# Bandeira de Oriol
A Bandeira de Oriol é um dos símbolos oficiais do oblast de Oriol, uma subdivisão da Federação Russa. Foi adorada em 31 de julho de 2002. 

## Descrição
Seu desenho consiste em um retângulo com proporção largura-comprimento 2:3 dividida em um campo vermelho superior e uma faixa horizontal azul na parte inferior. No centro do campo vermelho está o brasão de armas do oblast.

## Simbolismo
As cores simbolizam:
- Vermelho - bravura, coragem e destemor
- Azul -  a beleza, a grandiosidade, a pureza de pensamentos e aspirações espirituais.

As cores da bandeira seguem o padrão da maioria dos países do leste europeu, de algumas bandeiras de outras subdivisões russas, assim como a própria Bandeira da Rússia, ou seja, usam as cores Pan-Eslavas que são o vermelho, o branco e o azul.